# Duchi e principi di Benevento

Estensione del Ducato di Benevento nell'VIII secolo. Rielaborazione da una mappa scolpita su marmo esposta sul campanile della chiesa di Santa Sofia di Benevento.

Il seguente è un elenco dei duchi e principi di Benevento, che ressero lo Stato beneventano dalla fondazione sotto i Longobardi all'annessione allo Stato della Chiesa, inclusa la  parentesi napoleonica.

## Duchi di Benevento
I Duchi di Benevento del Ducato di Benevento
- 571–591: Zottone
- 591–641: Arechi I
- 641–642: Aione I
- 642–647: Radoaldo
- 647–671: Grimoaldo I (re dei Longobardi 662-671)
- 671–687 Romualdo I
- 687–689 Grimoaldo II
- 689–706 Gisulfo I
- 706–731 Romualdo II
- 731–732 Gisulfo II
- 732 Audelais
- 732–739 Gregorio
- 739–742 Godescalco
- 742–751 Gisulfo II (restaurato)
- 751–758 Liutprando
- 758–774 Arechi II

## Principi di Benevento
Principi di Benevento, compresi i Principi di Capua dal 900 al 981.
- 774–787 Arechi II (indipendente dall'autorità regia a causa della soppressione del Regno longobardo a opera di Carlo Magno)
- 787–806 Grimoaldo III
- 806–817 Grimoaldo IV
- 817–832 Sicone I
- 832–839 Sicardo
- 839–850 Radelchi I
- 850–853 Radelgardo
- 853–878 Adelchi
- 878–881 Gaideris
- 881–884 Radelchi II
- 884–890 Aione II
- 890–891 Orso
- 891–897 Ai Bizantini.
- 895–897 Guido IV (anche duca di Spoleto m.898)
  - 897 Pietro, vescovo di Benevento e reggente
- 897–899 Radelchi II (restaurato)
- 899–910 Atenolfo I
- 910–943 Landolfo I, in co-reggenza dal 900
  - 911–940 Atenolfo II, co-reggente
  - 933–943 Atenolfo III di Capua, co-reggente
  - 939–943 Landolfo II il Rosso co-reggente
- 943–961 Landolfo II il Rosso co-reggente dal 939 (forse)
  - 943–961 Pandolfo I Testa di Ferro, co-reggente
  - 959–961 Landolfo III, co-reggente
- 961–968 Landolfo III, in co-reggenza col fratello (forse fino al 969, vedi sotto), e già in co-reggenza dal 959 (vedi sopra)
- 961–981 Pandolfo I Testa di Ferro, in co-reggenza col fratello (vedi sopra), e già in co-reggenza dal 943 (vedi sopra), anche duca di Spoleto (dal 967), di Salerno (dal 978), e di Capua (dal 961) 
  - 968–981 Landolfo IV, co-reggente
- 981 Landolfo IV, poi duca di Capua (m. 982)
- 982–1014 Pandolfo II
  - 987–1014 Landolfo V, co-reggente
  - 1003-1005 Adelferio (usurpazione)
- 1014–1033 Landolfo V, in co-reggenza dal 987 (vedi sopra, m.1053)
  - 1012–1033 Pandolfo III, co-reggente (m.1059)
- 1033–1050 Pandolfo III, in co-reggenza dal 1012 (vedi sopra, m.1059)
  - 1038–1050 Landolfo VI, co-reggente (m.1077)

- 1051–1054 Rodolfo (sotto la signoria papale)
- 1055–1059 Pandolfo III (di nuovo)
- 1055–1077 Landolfo VI, in co-reggenza dal 1038  (dal 12 agosto 1073 sotto la signoria papale)
- 1056–1074 Pandolfo IV
- 1099-1101 Anzone (figlio del rettore Dacomario, si ribella al papa)

## Principe di Benevento sotto Napoleone
- 1806-1814 Charles Maurice de Talleyrand-Périgord